# Sofia Open 2021 - Qualificazioni singolare
Le qualificazioni del singolare del Sofia Open 2021 sono state un torneo di tennis preliminare per accedere alla fase finale della manifestazione. I vincitori dell'ultimo turno sono entrati di diritto nel tabellone principale. In caso di ritiro di uno o più giocatori aventi diritto, a questi sono subentrati i Lucky loser, ossia i giocatori che hanno perso nell'ultimo turno ma che avevano una classifica più alta rispetto agli altri partecipanti che avevano comunque perso nel turno finale.

## Teste di serie
1. Pedro Martínez (qualificato)
2. Marco Cecchinato (primo turno)
3. Andreas Seppi (qualificato)
4. Egor Gerasimov (qualificato)

1. Daniel Elahi Galán (primo turno)
2. Kamil Majchrzak (ultimo turno, Lucky loser)
3. Tomáš Macháč (ultimo turno)
4. Jurij Rodionov (primo turno)

### Qualificati
1. Pedro Martínez
2. Ilia Marchenko

1. Andreas Seppi
2. Egor Gerasimov

### Lucky loser
1. Kamil Majchrzak

## Tabellone

### Legenda
| - Q = Qualificato - WC = Wild card - LL = Lucky loser | - ALT = Alternate - SE = Special Exempt - PR = Protected Ranking | - w/o = Walkover - r = Ritirato - d = Squalificato |

### Sezione 1
|  | Primo turno | Primo turno          | Primo turno          | Primo turno | Primo turno |  |  | Ultimo turno | Ultimo turno    | Ultimo turno    | Ultimo turno | Ultimo turno |  |
|  |             |                      |                      |             |             |  |  |              |                 |                 |              |              |  |
|  | 1           | Pedro Martínez       | Pedro Martínez       | 7           | 6           |  |  |              |                 |                 |              |              |  |
|  | WC          | Simon Anthony Ivanov | Simon Anthony Ivanov | 5           | 1           |  |  | 1            | Pedro Martínez  | Pedro Martínez  | 6            | 7            |  |
|  |             | Maxime Cressy        | 6                    | 4           | 3           |  |  | 6            | Kamil Majchrzak | Kamil Majchrzak | 4            | 64           |  |
|  | 6           | Kamil Majchrzak      | 4                    | 6           | 6           |  |  |              |                 |                 |              |              |  |

### Sezione 2
|  | Primo turno | Primo turno      | Primo turno      | Primo turno | Primo turno |  |  | Ultimo turno | Ultimo turno   | Ultimo turno | Ultimo turno | Ultimo turno |  |
|  |             |                  |                  |             |             |  |  |              |                |              |              |              |  |
|  | 2           | Marco Cecchinato | Marco Cecchinato | 3           | 3           |  |  |              |                |              |              |              |  |
|  |             | Ilia Marchenko   | Ilia Marchenko   | 6           | 6           |  |  |              | Ilia Marchenko | 3            | 6            | 7            |  |
|  |             | Kacper Żuk       | Kacper Żuk       | 4           | 2           |  |  | 7            | Tomáš Macháč   | 6            | 3            | 62           |  |
|  | 7           | Tomáš Macháč     | Tomáš Macháč     | 6           | 6           |  |  |              |                |              |              |              |  |

### Sezione 3
|  | Primo turno | Primo turno      | Primo turno   | Primo turno | Primo turno |  |  | Ultimo turno | Ultimo turno     | Ultimo turno     | Ultimo turno | Ultimo turno |  |
|  |             |                  |               |             |             |  |  |              |                  |                  |              |              |  |
|  | 3           | Andreas Seppi    | Andreas Seppi | 7           | 6           |  |  |              |                  |                  |              |              |  |
|  |             | Cem İlkel        | Cem İlkel     | 63          | 2           |  |  | 3            | Andreas Seppi    | Andreas Seppi    | 6            | 6            |  |
|  | WC          | Alexander Donski | 2             | 6           | 7           |  |  | WC           | Alexander Donski | Alexander Donski | 3            | 2            |  |
|  | 8           | Jurij Rodionov   | 6             | 1           | 64          |  |  |              |                  |                  |              |              |  |

### Sezione 4
|  | Primo turno | Primo turno        | Primo turno     | Primo turno | Primo turno |  |  | Ultimo turno | Ultimo turno     | Ultimo turno     | Ultimo turno | Ultimo turno |  |
|  |             |                    |                 |             |             |  |  |              |                  |                  |              |              |  |
|  | 4           | Egor Gerasimov     | Egor Gerasimov  | 6           | 7           |  |  |              |                  |                  |              |              |  |
|  |             | Evgenij Donskoj    | Evgenij Donskoj | 3           | 64          |  |  | 4            | Egor Gerasimov   | Egor Gerasimov   | 7            | 6            |  |
|  |             | Altuğ Çelikbilek   | 7               | 4           | 7           |  |  |              | Altuğ Çelikbilek | Altuğ Çelikbilek | 6            | 3            |  |
|  | 5           | Daniel Elahi Galán | 6               | 6           | 5           |  |  |              |                  |                  |              |              |  |